# Mike O'Malley
Michael Edward "Mike" O'Malley (31 de outubro de 1966) é um ator e escritor americano que já apareceu em muitos filmes e séries de televisão. Nascido em Boston e criado em New Hampshire, O'Malley se mudou para Los Angeles no final de 1990 para estrelar uma série para a NBC, chamado The Mike O'Malley Show. É provavelmente mais conhecido por seu papel como Jimmy Hughes na série da CBS Yes, Dear que foi ao ar de 2 de outubro de 2000 a 15 de fevereiro de 2006.
O'Malley também coestrelou séries como My Name Is Earl, Raising Hope, Parenthood e Parks and Recreation. 

## Vida Pessoal
O'Malley nasceu em Boston, Massachusetts e criado em Nashua, New Hampshire. É filho de Marianne e Tony O'Malley.
O'Malley é graduado 1984 de Bishop Guertin High School, em Nashua, New Hampshire, e também se graduou na Universidade de New Hampshire, onde estudou teatro de 1988. Ele também é um membro da fraternidade Kappa Sigma.
O'Malley mora em Los Angeles com sua esposa Lisa. Eles têm três filhos: Fiona, Seamus e Declan.
Kerry O'Malley, sua irmã mais nova, é uma atriz e Broadway veterano. Ela recebeu a atenção da crítica por seu papel em Stephen Sondheim's de Into the Woods e apareceu em vários episódios de Showtime's Brotherhood.
Um fã de longa data da banda de Boston Buffalo Tom, O'Malley é um amigo próximo do vocalista Bill Janovitz. Eles têm apoiados muitas vezes causas em conjunto. O'Malley solicitou que a banda criasse uma canção título para o seu próprio programa de televisão de curta duração The Mike O'Malley Show, assim como para a comédia Yes, Dear que ele co-estrelou. Segundo O'Malley, o seu amor pela banda foi compartilhada com a esposa e foi "a cola" que os manteve juntos durante o seu relacionamento de longa distância.
O'Malley é um fã do Boston Red Sox, e em 2006 jogou o primeiro arremesso em um jogo em Fenway Park. Ele também é um ávido fã de Boston Bruins da NHL e New England Patriots da NFL.

## Filmografia

### Filmes
| Anos | Título                                                               | Papel                               | Notas         |
| ---- | -------------------------------------------------------------------- | ----------------------------------- | ------------- |
| 1997 | Path to Paradise: The Untold Story of the World Trade Center Bombing | Gerente da unidade de armazenamento | Filme para TV |
| 1998 | Some Girl                                                            | Dan                                 |               |
| 1998 | Deep Impact                                                          | Mike Perry                          |               |
| 1998 | Above Freezing                                                       | Artie                               |               |
| 1999 | Pushing Tin                                                          | Pete                                |               |
| 1999 | The Mike O'Malley Show                                               | Mike                                |               |
| 2000 | 28 Days                                                              | Oliver                              |               |
| 2002 | A Baby Blues Christmas Special                                       | Darryl MacPherson                   | Filme para TV |
| 2005 | The Perfect Man                                                      | Lenny Horton                        |               |
| 2005 | City of Champions: The Best of Boston Sports                         | Ele mesmo                           |               |
| 2007 | On Broadway                                                          | Pai de Rolie O'Toole                |               |
| 2008 | Meet Dave                                                            | Office Knox                         |               |
| 2008 | Leatherheads                                                         | Mickey                              |               |
| 2008 | Pretty/Handsome                                                      | Chip Fromme                         | Filme para TV |
| 2009 | The People Speak                                                     | Ele mesmo                           |               |
| 2010 | Eat Pray Love                                                        | Andy Shiraz                         |               |
| 2011 | Cedar Rapids                                                         | Mike Pyle                           |               |
| 2011 | Geezers!                                                             | Mike                                |               |
| 2012 | So Undercover                                                        | Sam Morris                          |               |
| 2013 | Behind the Candelabra                                                | Tracy Schnelker                     | Filme para TV |
| 2013 | R.I.P.D.                                                             | Elliot                              |               |

### Televisão
| Ano         | Título                | Papel                     | Notas |
| ----------- | --------------------- | ------------------------- | --- |
| 1991        | Law & Order           | Policial nº1 de Nova York | Episodio: "The Torrents of Greed: Part 2" |
| 1991        | Get the Picture       | Host                      | |
| 1992–1995   | Nickelodeon GUTS      | Host                      | |
| 1996–1997   | Life with Roger       | Roger Hoyt                | 20 episódios |
| 1997–1998   | Figure It Out         | Panelist                  | |
| 2000–2002   | Baby Blues            | Darryl MacPherson         | 3 episódios |
| 2000–2006   | Yes, Dear             | Jimmy Hughes              | 122 episódios |
| 2006–2009   | My Name Is Earl       | Stuart                    | 14 episódios |
| 2008        | My Own Worst Enemy    | Tom Grady/Raymond Carter  | 9 episódios |
| 2009–2011   | Glenn Martin, DDS     | Various                   | 3 episódios |
| 2009–2015   | Glee                  | Burt Hummel               | Teen Choice Award for Choice TV Parental Unit Nomeado na categoria — Primetime Emmy Award for Outstanding Guest Actor in a Comedy Series Nomeado na categoria — Screen Actors Guild Award for Outstanding Performance by an Ensemble in a Comedy Series (2011–12) |
| 2010        | Parenthood            | Jim Kazinsky              | 3 episódios |
| 2011        | Family Album          | Dave Bronsky              | Unsold TV pilot |
| 2012        | Parks and Recreation  | Bill                      | Episodio: "Bus Tour" |
| 2012–2014   | Raising Hope          | Jimmy Hughes              | 2 episódios |
| 2013        | Justified             | Nick "Nicky" Augustine    | 6 episódios |
| 2013        | Axe Cop               | Ray                       | Episodio: "Taxi Cop" |
| 2013        | Welcome to the Family | Dr. Dan Yoder             | 11 episódios |
| 2019 - 2020 | The Good Place        | Jeff                      | 3 episódios |
| 2020-2022   | Snowpiercer           | Sam Roche                 | Recorrente |